# East Palo Alto
East Palo Alto (a menudo llamado EPA) es una ciudad situada en el condado de San Mateo, California, Estados Unidos. Según el censo de 2020, tiene una población de 30 034 habitantes.
Se sitúa en la península de San Francisco, aproximadamente a medio camino entre las ciudades de San Francisco y San José. Al norte y al este tiene la bahía de San Francisco, y al sur la próspera ciudad de Palo Alto. A pesar de que frecuentemente se supone que es parte de la ciudad de Palo Alto, ha sido siempre una entidad separada, incluso antes de constituirse como ciudad.
Las dos ciudades están separadas por el canal de San Francisquito y, mayoritariamente, la Bayshore Freeway, aunque la autopista no delimita los límites exactos entre ambas localidades. Una pequeña área al otro lado de la autopista, conocida como "Whiskey Gulch", también es parte de la ciudad. El nombre se remonta a la época en que la Universidad de Stanford, en Palo Alto, prohibió la venta de alcohol dentro de un radio de una milla (1,6 km) del campus. En Whiskey Gulch, que estaba justo fuera de estos límites, se instalaron varias licorerías, bares y locales de música. Mucho después de que la universidad flexibilizara sus reglas de prohibición, el vecindario aún conservaba este carácter. En el año 2000 la ciudad demolió Whiskey Gulch y lo reemplazó con el complejo de oficinas University Circle y un hotel Four Seasons de 200 habitaciones.
Más del 25% de East Palo Alto ha sido demolido y reemplazado con nuevas viviendas y establecimientos comerciales desde 1997, incluidos IKEA, Target, Home Depot, Nordstrom Rack y Starbucks.
En 1990 el 43% de los residentes de East Palo Alto eran afroamericanos, como resultado de las prácticas de discriminación racial en los edificios de Palo Alto.  Los latinos ahora constituyen alrededor del 65% de la población total, mientras que la proporción de afroamericanos ha disminuido a poco más del 10%.
La localidad se ha vuelto particularmente atractiva para jóvenes profesionales de alta tecnología y parejas de altos ingresos, incluidos muchos empleados de Google, Facebook y otras empresas de software.

## Geografía
A pesar de su nombre, East Palo Alto se encuentra casi enteramente al norte, y no al este, de la ciudad de Palo Alto. Linda por el oeste con Menlo Park, al sur con Palo Alto y al este con la bahía de San Francisco. El canal de San Francisquito define su borde meridional. Al norte están el cabo de Ravenswood y el extremo occidental del puente de Dumbarton, en Menlo Park.
Según la Oficina del Censo de Estados Unidos, la ciudad tiene un área total de 6.85 km², de los cuales 6.55 km² son tierra y 0.30 km² son agua.

## Demografía
Según el censo de 2020, hay 30 034 habitantes, 8110 viviendas y 7673 hogares en la ciudad. La densidad demográfica es de 4585.35 hab./km².
| Raza                   | Núm.   | Porc.  |
| ---------------------- | ------ | ------ |
| Blancos                | 3574   | 11.90% |
| Afroamericanos         | 3287   | 10.94% |
| Amerindios             | 682    | 2.27%  |
| Asiáticos              | 1596   | 5.31%  |
| Isleños del Pacífico   | 2084   | 6.94%  |
| Otras razas            | 14 415 | 47.50% |
| De una mezcla de razas | 4396   | 14.64% |
| Total                  | 30 034 | 100%   |

Del total de la población, el 66.47% son hispanos o latinos de cualquier raza.

## Transporte y medio ambiente
La Ruta 1010 pasa por la parte sur de East Palo Alto y tiene dos entradas a la ciudad. Hay rutas paralelas a ambos lados de la autopista. El puente de Dumbarton conecta East Palo Alto con la ciudad de Fremont, en el condado de Alameda, que está situada al este separada por la bahía de San Francisco.

## Educación
El Distrito Escolar de Ravenswood tiene su sede en East Palo Alto.

## Bibliotecas
Las Bibliotecas del Condado de San Mateo operan la Biblioteca de East Palo Alto.